# Революция в Бухаре
Революция в Бухаре (узб. Buxoro inqilobi) — события 1917—1924 годов, которые привели к восстанию младобухарцев в марте 1918 года, вторжению частей РККА на территорию Бухарского эмирата в 1920 году, его ликвидации и образованию Бухарской Народной Советской Республики (Бухарской Социалистической Советской Республики), массового вооружённого сопротивления населения, подавлению басмачества, включению Бухарской Социалистической Советской Республики в состав СССР 19 сентября 1924 года как отдельной союзной республики, ликвидации новосозданной республики в результате национального размежевания и образования Узбекской ССР, Туркменской ССР и Таджикской АССР (с 1929 — Таджикской ССР) в 1924 году.

## Бухара во время революции1917 года
Свержение самодержавия в России вызывало резкое оживление в общественной жизни Бухарского эмирата. Бухарские оппозиционеры рассчитывали на помощь новой России в либерализации эмирского режима. В свою очередь эмир Сейид Алим-хан выпускает манифест, в котором провозглашается реформа. Однако Файзулла Ходжаев указывал, что резидент и его ближайшее окружение Временного правительства не поменялись со времени самодержавия, и оказывали большую поддержку эмиру в реакционных начинаниях.
В 1917 году Временным правительством была подтверждена независимость Бухарского эмирата. Хотя сам Керенский рассматривал вариант присоединения Бухары к России.
Возникшее из джадидизма, но со временем приобретающее политическую окраску, младобухарское движение заявило о себе в апреле 1917 года. Сразу в след за выпуском эмиром манифеста, провозгласившего долгожданную реформу, младобухарцы организовали манифестацию, в которой приняло участие до 5-7 тысяч человек. В ответ была устроена контрманифестация на площади перед дворцом эмира численностью 7-8 тысяч, а также были подведены войска. Опасаясь кровопролития, лидеры манифестантов уговорили разойтись людей по домам. В этот же день последовали репрессии. Многие джадидисты, которые приняли участие в манифестации, были схвачены, часть - подвернулась наказанию палками, другие бежали в Каган, бывший тогда Новой Бухарой. Однако опасаясь реакции Временного правительства, эмир вскоре отпускает задержанных.
С подачи правого крыла, младобухарский Центральный комитет реорганизуется. Председателем становится влиятельный бухарский миллионер Мухитдин Мансуров, который поддерживал джадидизм и был вынужден мигрировать в Туркестан. Другие члены нового ЦК: Абду Кадыр Мухитдинов, Мухитдин Рафаат, Абду Вахид Бурханов, Усман Ходжаев, Ариф Каримов, Мирза Исам Мухитдинов, Муса Саиджанов, Мухтар Саиджанов, Файзулла Ходжаев и еще двое, позднее исключенных по факту неучастия в работе ЦК. Их место заняли Фитрат и Ата Ходжаев, члены старого Центрального Комитета. Как считает Файзулла Ходжаев, сутью реорганизации было включение Мухитдина Мансурова и его сыновей в ЦК.
После этого организуется неудачные переговоры с эмиром, которые ведет новоизбранный председатель Центрального Комитета. Делегация младобухарцев смогла вернуться с переговоров лишь благодаря поддержке членов совета рабочих и солдатских депутатов Новой Бухары. Провал переговоров приводит к новой реорганизации младобухарцев, в котором инициативу перехватывает левое крыло. Это связано к тому же с изменением социального состава, включением в движение низших городских слоев.
Новый центральный комитет действовал в русле сохранения единства движения. Само левое крыло младобухарцев выдвинуло программу, разработанную Фитратом, в которой, однако, содержались самые умеренные и разделяемые всем движением идеи. В ней выдвигались, главным образом, реформы управления, финансов и образования .

## Восстание младобухарцев в1918 году
Декретом Советской власти была подтверждена независимость эмирата. Перед этим младобухарцы хотели воспользоваться поддержкой большевиков, но, как считает Файзулла Ходжаев, председатель СНК Туркестанской ССР Фёдор Колесов отказал из-за политических соображений − еще неокрепшей Советской республике грозила зреющая контрреволюционная Кокандская автономия.
Однако сразу после ее разгрома было решено покончить и с Бухарским эмиратом. Однако слабая подготовка младобухарцев к восстанию, отсутствие широкой поддержки у населения, а также ряд допущенных промахов привели к неудаче "мартовских событий", отступлению красногвардейцев и младобухарцев, а также части населения Старой Бухары.
Впоследствии сам Колесов расценивал поход как ошибку:

«Стоя на праве самоопределения народов, мы рассчитывали, что убеждения младобухарцев разделяются большинством народа бухарского. Создавшееся положение войны показывает, что с младобухарцами совершенно нет широких масс, нет народа… Мы заявляем о прекращении военных действий»— цитата по Фархад Касымов, Баходир Эргашев Бухарская революция
После неудачной попытки свержения эмира был заключён мирный договор между Россией и Бухарой и повторно подтверждена независимость Бухары.

## Ликвидация эмирата в1920 году
После провала советской интервенции в Бухару РСФСР снова подтвердила независимость Бухары. Однако Советский Туркестан стал прибежищем для многих бежавших противников эмира, а впоследствии двух главных революционных сил Бухары - Коммунистической партии и Туркбюро революционных младобухарцев. В свою очередь, Бухара стала, по выражению Ф.Ходжаева, "центром реакции в Средней Азии", - сюда бежали белогвардейцы, велись репрессии против инакомыслящих, эмир активно перевооружал свою армию.
Идея создания отдельной Бухарской коммунистической партии поднималась на совещаниях эмигрантов (некоторые из которых уже состояли в РКП(б)) из Бухары в Кагане и Ташкенте (17-19 апреля 1918). Как считается, летом 1918 года такое же решение приняла группа младобухарцев во главе с А. Якубовым. 25 сентября 1918 в Ташкенте состоялось собрание коммунистов и группы Якубова. На нём было провозглашено образование БКП и был избран ЦК партии (А. Якубов — председатель; М. Кульмухамедов, X. М. Мирмухсинов, М. Парзулла, А. Юлдашбеков). Однако другие историки считают датой образования конец 1919 года, когда на III съезде группа младобухарцев приняла решения о переименовании в Бухарскую коммунистическую партию. 23 декабря 1918 года ЦК БКП принимает Временную программу партии, поставившей задачу свержения власти бухарского эмира и установление демократической республики на основе Советов. К началу 1919 года отделения БКП существовали в Кагане, Самарканде, Катта-Курагне, Керках, Термезе и др. Подпольные организации БКП существовали и на территории Бухарского эмирата (26 ячеек, св. 300 чл. партии). Поддержку БКП оказывала Коммунистическая партия Туркестана. К 1920 году эта партия заметно усилилась, получая постоянную поддержку от РСФСР.
Первоначально между Туркбюро революционных младобухарцев (во главе с Ф. Ходжаевым), которое было создано в январе 1920 года, и БКП были натянутыми, а иногда и прямо враждебным, что часто было обусловлено личной неприязнью Ходжаева к отдельным бухарским коммунистам. Но в ходе дебатов на IV съезде БКП 16—19 августа в Чарджуе была согласована тактика двух партий, а также отсрочка слияния Туркбюро с БКП.

## Ликвидация эмирата и образование БНСР

Бухарская операция Красной Армии (1920)

Летом 1920 года главнокомандующий Туркестанским фронтом Фрунзе пытался провести переговоры с эмиром Бухары. Требования Фрунзе были неприемлемы для эмира, и переговоры кончились безрезультатно. Красная Армия стала готовиться к походу на Бухару, а эмир — к её обороне.
После Чарджуйского съезда и коммунисты, и младобухарцы активно готовились к вооруженному выступлению. Местом начала восстания был выбран также Чарджуй и окрестности, в котором, как полагали революционеры, дехкане испытывает наибольший гнет со стороны эмирских властей.
Начало революции было положено восстанием 27 августа 1920 года. Первого сентября был взят без боя Старый Чарджуй. Второго сентября, по призыву восставших, прибыли части Красной армии.
Старая Бухара, которая имела высокие и мощные стены и значительный гарнизон, была взята после 26-часового боя.
При штурме крепости эмира Арка части Красной Армии несколько дней массировано обстреливали из полевой артиллерии по кирпичным стенам в 4 метра толщиной, но не добились успеха. Были вызваны аэропланы, и тогда удалось поджечь дворец сверху, что привело к его сдаче.
После захвата Бухары Красной Армией и отрядами бухарских революционеров коммунистическая партия Бухары и младобухарцы, вошедшие в неё, пришли к власти. Была образована Бухарская Народная Советская Республика (БНСР) через несколько месяцев на съезде представителей народов Бухары.
В ответ стало возникать басмаческое движение, которое выступало против народной Бухары и за возвращение власти эмира. Страну охватила гражданская война.

## Борьба с эмиром в Восточной Бухаре
После захвата Бухары частями Красной Армии эмир Алим-хан направился в Восточную Бухару (современный Таджикистан). В середине сентября 1920 года он приехал в Душанбе и избрал его своей резиденцией. В октябре эмир объявляет Душанбе временной столицей Бухарского эмирата, пребывая в полной уверенности, что красные части в этот отдаленный район Восточной Бухары не пойдут. Вскоре небольшой городок Гиссарского бекства Душанбе становится известен миру, как новая столица Бухарского эмирата.
Но правительство Бухарской народной советской республики решило покончить с последним очагом власти эмира. Командование Туркестанского фронта по просьбе БНСР сформировало сводную группу войск, которая выступила в Восточную Бухару. Экспедиционный корпус в составе 8-го Туркестанского стрелкового полка, 1-й Туркестанской кавалерийской дивизии, командир которой Владимир Ионов был назначен командиром экспедиционного корпуса.
В январе 1921 года началась операция (Гиссарская экспедиция) по взятию крепости Гиссар – главного опорного пункта войск эмира на территории Восточной Бухары. Войска эмира почти не оказывая сопротивления, отходили в направлении Гиссара, Каратага. 
Однако под Каратагом отряды лидера ферганских басмачей курбаши Курширмата (Кур-Шир-Мухаммед Гази) организовали ожесточенное сопротивление частям 1-й бригады Туркестанской кавалерийской дивизии. 19 февраля разъезды 1-й Туркестанской дивизии заметили колонны ферганских отрядов Курширмата в 10 км к югу от Каратага. 1-я кавалерийская бригада Мелькумова ударила артиллерийским и пулемётным огнём по походным колоннам отрядов Курширмата, а потом атаковала их. В ожесточённом сабельном бою с эскадронами 1-й бригады отряды Курширмата потерпели поражение. Было захвачено в плен свыше 300 басмачей, остальные обратились в бегство. Дорога на Гиссар была открыта.
Утром 20 февраля на подступах к Гиссару разгорелся трехчасовой бой, в котором части Красной Армии нанесли поражение войскам гиссарского бека, заставив отступить их к крепости. Вскоре 2-й кавалерийский полк, при поддержке артиллерийской батареи, приблизился к Гиссарской крепости. После короткого артиллерийского налета красноармейцы ворвались в крепость. Рукопашный бой в крепости продолжался несколько часов и закончился капитуляцией гарнизона.
20 февраля эмир Саид Алим-хан выехал из Душанбе и уже 5 марта переправился через Пяндж у Чубека в Афганистан.                                                                  
21 февраля части Красной Армии подошли к Душанбе, где сосредоточились басмаческие отряды Курширмата и Ибрагимбека, и сводный отряд афганских добровольцев. Они попытались помешать переправе красных бойцов через Дюшамбе-Дарью. В 7 часов утра после десятиминутной артподготовки и ураганного огня двух пулеметных эскадронов части 1-й Кавалерийской бригады под командованием Якова Мелькумова и «Гиссарского экспедиционного отряда» под командованием Владимира Ионова форсировали Дюшамбе-дарью и с развернутыми знаменами вступили в Душанбе.

## Басмачество. Авантюра Энвер-паши
Командование Красной Армии недооценило силы басмачей, и стало готовить вывод войск из Восточной Бухары с заменой их народнобухарскими войсками. Осенью 1921 года ЦИК БНСР направил в Восточную Бухару председателя ЦИКа Усмана Ходжаева с отрядом в 600 человек для урегулирования отношения с частями РККА, занимавшихся мародёрством. Усман Ходжаев стал требовать вывода этих войск, и возник конфликт с представителями РСФСР в Душанбе, в результате чего Усман Ходжаев приказал арестовать командование гарнизона Душанбе и консула РСФСР и разоружил часть душанбинского гарнизона. Во время конфликта красноармейцы смогли освободить арестованных и позвать по радио на помощь дополнительные части из Байсуна. В итоге красноармейские командиры, не разобравшись в ситуации, арестовали руководителей БСНР в Восточной Бухаре и тем самым потеряли всяческую опору в регионе. Отряд Усмана Ходжаева отступил на юг в горы Бабатага, где на него напали басмачи. Часть бухарцев сдалась в плен, другая вернулась в Душанбе. Ходжаев и Али-Риза (турецкий офицер, командир отряда) бежали в Афганистан. 
Бывший бухарский эмир, находившийся в Афганистане, решил, что может использовать военный опыт Энвер-паши, к этому времени оказавшегося в Восточной Бухаре с целью начала борьбы за создание пантюркистского государства, для организации сопротивления советской власти и назначил его наместником (наибом) Восточной Бухары. Ибрагим-бек был назначен первым помощником Энвера. К этому времени отряд Ибрагим-бека захватил Душанбе.
Энвер-паша провозгласил себя «главнокомандующим вооружёнными силами ислама и наместником эмира Бухарского». На личной печати Энвер-паши была выгравирована надпись: «Верховный главнокомандующий войсками ислама, зять халифа и наместник Магомета». Энвер-паша пытался придать движению общетюркский характер, борьбу за «национальное единство» и объединение всех среднеазиатских народов в одно политическое целое — «исламское государство» под эгидой Турции. Он достиг больших успехов в координации действий басмаческого движения и установил связи с Курширматом и Джунаид-ханом.
В марте 1922 года басмачи предприняли наступление на запад, на Бухару, по двум направлениям. Они захватили районы, прилегающие к Сурхандарье и Каршинский вилайят. Перед реальной угрозой потери Средней Азии большевики пошли на переговоры с Энвер-пашой, обещая ему мир и Восточную Бухару, но тот требовал полного ухода войск РККА из Средней Азии. Одновременно усиливалась советская группировка войск в Бухаре, куда 27 февраля прибыл главнокомандующий РККА С. С. Каменев. Чрезвычайные меры позволили переломить ситуацию. 9 марта 1922 года под Вабкентом и Гиждуваном были разбиты отряды муллы Абдуджаббара.
Сам Энвер-паша в событиях вокруг Бухары непосредственного участия не принимал. Он планировал двинуть отряды на Ташкент и Хиву, однако для этого нужно было вырваться из горных долин на оперативный простор. Тем временем отряды Ибрагим-бека к началу марта 1922 года не смогли продвинуться дальше линии Байсун-Ширабад. К этому району подтягивались отряды Давлатман-бия из Балджуана и Ишана Султана из Дарваза. Ударные силы басмачей сосредоточились в районе Ширабада. Чтобы создать армию, привыкший к централизации бывший военный министр Турции, расположившись в кишлаке Денау, попытался создать военный совет и главный штаб. Назначенные Энвером беки приступили к мобилизации населения в отряды басмачей и проводили регулярное обучение последних у прибывшими с ним турецкими офицерами. В конце марта он получил 1000 винтовок, 6 артиллерийских орудий, патроны и снаряды, доставленные из Афганистана на 60 верблюдах. Меры, предпринятые Энвером, позволили ему к началу марта 1922 года собрать до десяти тысяч басмачей. 
13 мая 1922 г. Энвер-паша перешел к активным действиям. Он стремился сорвать сосредоточение красноармейских частей, начав атаки под Кермине на правом фланге и под Байсуном, в надежде прервать связь Красной Армии с Ширабадом, Термезом, а также с тылом. Все атаки войск Энвера были отбиты частями Красной Армии.
В мае 1922 года части Туркестанского фронта (командующий В. И. Шорин) при поддержке Амударьинской военной флотилии и войск ОГПУ начали наступление на войска Энвер-паши. Под ударами РККА отряды Энвер-паши откатывались назад. Под Керки 22 мая были полностью истреблены окружавшие город басмачи; под Байсуном отряд Ибрагим-бека, насчитывавший 1900 бойцов, пытался перерезать коммуникации РККА, но после ряда ударов был отброшен и с 20 мая активности в этом районе не проявлял. Это дало возможность начать наступление против басмачей в тылу — в долине Зеравшана. 28 мая военная база муллы Абдул-Кахара в Нурате была разгромлена и остатки его отряда укрылись в пустыне. После первых поражений значительная часть басмачей откололась от Энвер-паши.
В июне Бухарская группа войск РККА (командир Н. Е. Какурин) и бухарская Красная Армия продолжили наступление и нанесли басмачам поражение под Байсуном, Бальджуаном и кишлаком Кофрюк и начали устанавливать контроль над Вахшской долиной. В довершение всего, в июне 1922 года в Локайской долине Ибрагим-бек напал с двух сторон на войска Энвер-паши, нанеся им значительный урон. 14 июля войсками РККА был занят Душанбе.
Части РККА, преследуя противника, 17 июля заняли Куляб, 20 июля — Бальджуан, окружив со всех сторон остатки отрядов Энвера. В течение трех дней (с 17 по 20 июля) в ожесточенных боях басмачи потеряли более 1000 человек убитыми, однако продолжали сопротивляться, пытаясь вырваться из окружения. 1 августа Энвер-паша, собрав остатки разгромленных басмачей, и, опираясь на некоторые подкрепления, прибывшие из Афганистана, перешел в наступление в районе Бальджуана. В ожесточенных сражениях за Бальджуан, продолжавшихся три дня, отряд Энвера-паши был окончательно разгромлен.
4 августа 1922 года остатки сил Энвер-паши были обнаружены у кишлака Чаган (по другим данным, в кишлаке Аби-Дара), в 25 км от Бальджуана, и сам он был убит в бою.

## Укрепление советской власти и ликвидация БНСР
Несмотря на победы, полностью уничтожить басмачей не удалось. Благодаря этому Бухарская республика стала первой страной на Востоке, где начала осуществляться политика национального примирения. Это выражалось во всеобщей амнистии населения, вынужденного бежать из-за басмачества, отказе от вооруженной борьбы и кровопролития в отношениях с басмачами, а главное — уважении к исламу. Эти действия дали ощутимые результаты. К февралю 1923 года 300 басмачей и 17 их командиров прекратили сопротивление и сложили оружие. Однако, несмотря на достигнутые успехи, существование Бухарской народной республики было недолгим. 19 сентября 1924 5-й Всебухарский курултай Советов принял решение о переименовании БНСР в Бухарскую Социалистическую Советскую Республику, которая в результате национально-государственного размежевания советских республик Средней Азии 27 октября 1924 была ликвидирована; её территория вошла в состав вновь образованных Туркменской ССР, Узбекской ССР и Таджикской АССР (с 1929 — Таджикской ССР). Тем самым была фактически завершена Бухарская революция.